# 刘兴 (1887年)
刘兴（1887年11月22日—1963年7月29日），号铁夫，湖南祁阳县过水坪乡会塘村人。国民革命军陆军上将。

## 生平
1916年毕业于保定陆军军官学校第二期步兵科。
1926年6月2日，唐生智在衡阳宣布“反英、讨吴、驱赵”的政治主张，所部改称国民革命军第八军，在衡阳任国民革命军第八军军长兼北伐军前敌总指挥和湖南省政府主席，刘兴升任国民革命军第八军第四师师长。
1927年2月2日，刘兴部与驻常德的周斓的教导师合编为第三十六军，任军长。1933年10月，调任赣粤闽湘鄂剿匪北路军（总司令顾祝同）第1路军（兼总指挥顾祝同）副总指挥兼第8纵队指挥官，代理第1路军总指挥。1934年12月1日，调任驻赣绥靖公署（主任顾祝同）第2绥靖区司令，率部多次“围剿”红军。1935年4月5日，晋升陆军中将军衔。1936年1月14日，升任贵州绥靖公署主任兼第二十七军军长，辖李必蕃第23师、戴嗣夏第46师。1936年8月调任湘粤赣边区绥靖公署主任，执行蒋介石的“剿共”政策。
1937年7月，抗日战争爆发，刘兴率第46师参加淞沪抗战，第23师调至津浦路北段，隶属第六战区作战。1937年9月13日，任第十五军团军团长兼第二十七军军长，指挥第一0二师柏辉章（黔军第2师改编）、第一0三师何知重（黔军）、第五十三师（第十六军李韫珩部，湘军）、第二十三师李必蕃（湘军）4个师。1937年10月，据参谋本部制定的《江防计划纲领》草案，兼任江防司令部总司令，统率长江地区的陆海军与各要塞，辖陆军第十六、第四十三、第七十三、第八军等部队。1937年10月22日，被授予陆军中将加上将衔。1937年11月20日，调任南京卫戍司令长官部副司令长官兼第十五军团军团长兼江防司令部总司令，负责南京以下长江江防，实际辖：
- 第一0二师柏辉章
- 第一0三师何知重
- 第五十三师周启铎
- 第百十一师常恩多
- 第百十二师霍守义
- 海军司令部舰队残部
- 江防军司令部
- 江阴要塞司令部
- 镇江要塞司令部
- 江苏保安第二团
- 炮兵第八团1个营
- 炮兵第十团1个营

刘兴与唐生智拟定守备南京作战计划：以4个军的兵力，组成以市郊汤山、栖霞、淳化、板桥等地为重点的外廓阵地；以3个师1个教导队的兵力，组成以幕府山、乌龙山、紫金山、雨花台及环绕全城的城墙为依托的腹廓阵地；以宪兵团和警察总队在城内维持秩序，并就地防守，决心与日军血战。11月25日，日军以八个师团分三路进攻南京。刘兴指挥守军依托南京古城，与敌军激战。1937年11月26日，江阴要塞保卫战打响。当日，日本“上海派遣军”为了为下一步进攻南京做准备，命令第13师团级集成骑兵队攻占江阴要塞。江阴要塞中国守军有第103师、第112师、要塞所属步兵2个及江防海军舰艇等，要塞拥有61门左右，其中包括有新增设的德国88毫米高射炮及150毫米加农炮，统归江防军总司令刘兴指挥。11月29日，日军第13师团及集成骑兵队主力在海军航空兵火力支援下，向江阴要塞发起猛烈进攻。中国守军(第103师、第112师、要塞守备队等)在江防军总司令刘兴指挥下顽强抗击，阵地多次失而复得，战斗中击沉日舰1艘、击伤两艘，并击落日机一架。1937年12月11日晚，唐生智接到蒋介石两次撤退命令，12日晚，刘兴护卫唐生智撤出南京。
南京撤退后，1937年12月军事委员会在武昌拟定了抗战《第三期作战计划》中规定：“湖口以西、武汉以东支各要塞，应力量增强，并统一指挥，以江防总司令统兵守备之，并加封锁。”1938年4月免去刘兴的第二十七军军长职务，以在淞沪会战中损失惨重的第三十七军、第三十九军各一部合编重组第二十七军，军长桂永清，隶属第一战区。为统一江防海军和要塞的指挥，1938年6月中旬末军事委员会重组了江防军总司令部，归武汉卫戍总司令部（总司令陈诚）指挥：
- 总司令刘兴
- 副总司令曾以鼎（海军第二舰队司令）
- 江防要塞守备司令部：谢刚哲（海军第三舰队副司令），辖黄（州）一台、黄二台、黄三台、要塞守备第一营、第二营，配属炮兵45团第1、第5连各1个排，江阴要塞守备第一纵队（第二大队陆战支队、第三大队第六中队）、海军各舰艇，田壁黄鄂阻塞工程之敷雷部队等 增装7．5厘米至12厘米海炮10门
  - 黄石港至石灰窑方面：江防守备队一个师（欠一团），炮兵一个营又一个连：7．62厘米野炮×12、10．5厘米榴×4
  - 鄂城方面：江防守备队两个营，炮兵一个连，俄式野炮×8
  - 葛店设立武汉区炮队：葛店、横店为德国顾问参与修建的模范阵地，纵深一公里，因为野战军主动后撤，弃之未用
- 马当区要塞指挥部：指挥官李韫珩（第十六军军长）。马当要塞是国民政府耗费了大量的人力物力修建的要塞，沿江依次修有三级锁江炮台，号称“牢不可破”的马当要塞区。
  - 第53师
  - 第167师1个旅
  - 马当要塞司令王锡焘，辖要塞炮兵第1、第2、第3分台，要塞守备第1、第2营，江阴要塞守备第一总队陆战支队、炮兵第8团第1连，炮兵第42团第5营第16连，炮兵第41团第3营第10连。为阻拦日本侵略军西进的产物，由德国军事顾问设计，建成一条拦河坝式的阻塞线，并在两岸山峰险要处设有炮台、碉堡等，水面布置3道水雷防线，共设人工暗礁35处，沉船49艘，长江航道阻塞线布水雷1765枚，同时配置重兵防守，耗资无数，坚固异常。守备第二总队鲍长义。 下辖
    - 马一台（马当）：增装12厘米（4英寸8分）海炮8门
      - 娘娘庙西端三门（第一分台）
      - 太子庙北端三门（第二分台）
      - 牛山两门（第三分台）

    - 马二台（湖口）增装10．5厘米（4英寸）海炮6门：
      - 拓机东端三门（第四分台）
      - 拓机西端高地两门（第五分台）
- 湖口守备区要塞指挥部：指挥官薛蔚英（第167师师长，黄埔一期）
  - 第167师（欠1个旅）
  - 湖口要塞守备总队：湖口第一、二、三分台守备营，2个炮兵教导分队，陆战队山炮连、炮兵42团第2营第7连1个排
- 九江要塞守备区：指挥官郭汝栋（第四十三军军长）
  - 第26师
  - 九江警备司令陈雷
    - 江西保安第3团
    - 江西保安第11团
- 田家镇要塞守备区：指挥官王东原（第七十三军军长）
  - 第15师
  - 第57师
  - 第77师
  - 田家镇要塞：司令蒋必
    - 田一台：
      - 田一台第一分台：10.5厘米海炮4门，南岸郭家湾
      - 田一台第二分台：10.5厘米海炮4门，南岸龙王庙
      - 要塞炮兵教导第一分队

    - 田二台
      - 要塞炮兵教导第二分队
      - 田二台第三分台：10.5厘米海炮4门北岸它山
      - 田二台第四分台：10.5厘米海炮4门北岸象山

    - 田家镇游动炮兵（江防部队野战火炮）：
    - 半壁山：步兵一个师，榴×7，7．7厘米野×8
    - 田家镇：步兵两个师，野炮两个营：日造三十一式×8，奥造史高德×2、沈厂十四式7．7厘米野×12。另有10．5厘米轻榴×4，2厘米高×4，3．7厘米战防×6
    - 独立炮兵第6营
    - 炮兵42团第2营1个排
    - 江阴要塞第三总队第一大队1个中队
- 第一舰队
- 第二舰队
- 7个师

刘兴指挥了马当要塞守卫战。1938年6月22日日本陆军波田支队与日本海军第十一战队开始进攻。尝试2天后放弃江上进攻计划，6月24日以波田支队在茅林洲登陆，沿长江南岸迂回马当。沿岸的守军排以上军官绝大部分都去参加要塞区司令李韫珩举行的军政训练班的结业典礼，典礼之后还有聚餐，结果沿岸第53师防守的黄山、香山、香口阵地当日均被攻占，日军随即猛攻海军第二总队几百人守备的第长山阵地。要塞守军只有在奋起抵抗的同时紧急向上峰求援。要塞一时间联系不上李韫珩，最后越级一直到了蒋介石那里，蒋介石严令李韫珩立刻派援军，李遂令第167师师长薛蔚英率部增援马当要塞。由于马湖要塞区2天即告陷落，田家镇守军第七十三军调湖口地区守备，田家镇要塞重新划分为南北地区，分别由第五十四军与第二军守备。九江守备区第四十三军调湖口，张发奎第二兵团接防九江。6月25日，接防湖口的第77师先头部队第462团听说香山已经失守，担心湖口要塞区遭到日军袭击，便派出1个营的兵力，赶到彭泽西面的杨家山设防。6月26日，第53师原本奉命过江增援长江北岸的第159旅也有部分兵力撤回到了南岸，退到了彭泽县城。湖口要塞已经面对日军的直接威胁。第34军团军团长王东原命令第77师从湖口前出流泗以东地区，阻击日军；在彭泽前线反击日军的第16师同时撤退到流泗以西的湖口防御要点，龙潭山阵地布防。第34军团的部署得到了一线最高指挥官罗卓英将军的批准。与此同时，罗卓英还下令已经抵达湖口地区的第43军接替第77师，担任湖口要塞区的防御任务，将第16师和正往前线赶来的第11师配属给第34军团，第16师原来的阻击任务交由第60师180旅负责。第34军团的任务是迅速肃清彭泽地区的日军，然后向马当要塞反击。7月1日前后，第49军（第105师和第60师）在香口附近围攻日军波田支队一部；第16军（第53师和第167师）在马当要塞附近与日军对峙；第16和第77师在彭泽以西阻击日军的进攻；第11师与第180旅仍在彭泽附近。
此战后，李韫珩被撤销第十六军军长职务；第167师师长、黄埔一期的薛蔚英被军法审判于1938年8月15日在武汉枪决。
1938年9月，调任国民政府军事委员会点验委员会副主任，1939年军委会在宜昌组建了长江上游江防军司令部，郭忏任总司令，副司令萧之楚、曾以鼎，参谋长杨业孔，辖第二十六军（萧之楚）、第七十五军（周碞）、第九十四军（郭忏兼、李及兰）、独立第128师（王劲哉）、鄂中游击纵队（曹勖）、宜万要塞、渝万要塞、漂雷队、烟幕队、游动炮兵、海军第二舰队残部等约10万人。宜昌失陷后，郭忏被送交军法审批，吴奇伟接任江防总司令。1939年刘兴回乡创办崇汉中学与崇汉附小。1939年1月21日，薛岳调任湖南省主席，邀刘兴出任调任湖南省政府委员，未到职。1943年3月1日，辞去湖南省政府委员职务。1945年4月23日，被选为国民参政会第四届参政员。
1950年4月，出任湖南省人民政府委员兼湖南省参事室副主任，后改兼湖南省体委副主任。1950年参加民革，并当选为民革中央委员。还先后当选为湖南省各界人民代表会议第一、二届代表，湖南省第一届、二届人大代表，湖南省人民委员会第一、二届委员、第二届湖南省政协委员。